# Dan Neil
Daniel Neil (South Shields, 13 dicembre 2001) è un calciatore inglese, centrocampista del Sunderland.

## Carriera

### Club
Neil è cresciuto nel settore giovanile del Sunderland, con cui ha debuttato il 13 novembre 2018 nell'incontro di Football League Trophy vinto 1-0 contro il Morecambe. Nel 2021 è stato promosso definitivamente in prima squadra di cui è diventato titolare inamovibile nel corso della stagione, trovando anche il suo primo gol l'11 settembre contro l'Accrington Stanley.

### Nazionale
Ha giocato nella nazionale inglese Under-20.

## Statistiche

### Presenze e reti nei club
Statistiche aggiornate al 27 maggio 2025.
| Stagione        | Squadra         | Campionato      | Campionato | Campionato | Coppe nazionali | Coppe nazionali | Coppe nazionali | Coppe continentali | Coppe continentali | Coppe continentali | Altre coppe | Altre coppe | Altre coppe | Totale | Totale | Totale |
| Stagione        | Squadra         | Comp            | Pres       | Reti       | Comp            | Pres            | Reti            | Comp               | Pres               | Reti               | Comp        | Pres        | Reti        | Pres   | Reti   |        |
| --------------- | --------------- | --------------- | ---------- | ---------- | --------------- | --------------- | --------------- | ------------------ | ------------------ | ------------------ | ----------- | ----------- | ----------- | ------ | ------ | ------ |
| 2018-2019       | Sunderland      | FL1             | 0          | 0          | FACup+CdL       | 0               | 0               | -                  | -                  | -                  | FLT         | 1           | 0           | 1      | 0      |        |
| 2019-2020       | Sunderland      | FL1             | 0          | 0          | FACup+CdL       | 0               | 0               | -                  | -                  | -                  | FLT         | 0           | 0           | 0      | 0      |        |
| 2020-2021       | Sunderland      | FL1             | 2          | 0          | FACup+CdL       | 0               | 0               | -                  | -                  | -                  | FLT         | 6           | 0           | 8      | 0      |        |
| 2021-2022       | Sunderland      | FL1             | 39         | 3          | FACup+CdL       | 1+5             | 0               | -                  | -                  | -                  | FLT         | 1           | 1           | 46     | 4      |        |
| 2022-2023       | Sunderland      | FLC             | 45+2       | 2          | FACup+CdL       | 3+0             | 0               | -                  | -                  | -                  | -           | -           | -           | 50     | 2      |        |
| 2023-2024       | Sunderland      | FLC             | 42         | 4          | FACup+CdL       | 1+1             | 0               | -                  | -                  | -                  | -           | -           | -           | 44     | 4      |        |
| 2024-2025       | Sunderland      | FLC             | 44+3       | 2          | FACup+CdL       | 1+0             | 0               | -                  | -                  | -                  | -           | -           | -           | 48     | 2      |        |
| Totale carriera | Totale carriera | Totale carriera | 177        | 11         |                 | 12              | 0               |                    | -                  | -                  |             | 8           | 1           | 197    | 12     |        |

## Palmarès

### Club

#### Competizioni nazionali
- Football League Trophy: 1

Sunderland: 2020-2021